# Abby Sunderland

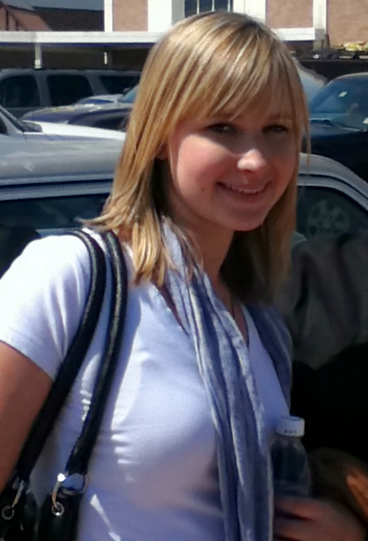
Abby Sunderland 2011 in Texas

Abigail „Abby“ Sunderland (* 19. Oktober 1993 in Thousand Oaks, Kalifornien) ist eine amerikanische Seglerin, die 2010 versuchte, als jüngster Mensch eine Soloweltumseglung zu vollenden. Als Sunderland am 31. März 2010 Kap Hoorn umrundete, war sie die jüngste Soloseglerin, die dieses Wagnis jemals unternommen hatte. Ihr Bruder Zac Sunderland war der erste Minderjährige, der eine Weltumrundung vollendete.

## Weltumseglungsversuch
Sunderland startete ursprünglich am 23. Januar 2010 aus Marina del Rey, Kalifornien mit ihrem Boot Wild Eyes, musste aber in Cabo San Lucas, Mexiko stoppen. Sie startete einen erneuten Umseglungsversuch am 6. Februar 2010, bei dem sie solo, ohne Zwischenhalt und ohne fremde Hilfe von und nach Cabo San Lucas segeln wollte. Probleme mit dem Autopilot zwangen Sunderland in Kapstadt zu stoppen, um Reparaturen durchzuführen. Damit endete ihr Versuch, die Welt ohne Zwischenhalt zu umrunden. Dennoch hatte sie noch Chancen, die jüngste Weltumseglerin zu werden.
Als sie am 10. Juni 2010 in schweren und windigen Gewässern in einem abgelegenen Gebiet im Indischen Ozean segelte, verlor ihr Segelboot den Mast und sie aktivierte zwei Alarmbojen, so dass eine Suchaktion ausgelöst wurde. Sie wurde zwei Tage später gerettet, fast 5 Monate nachdem sie in Marina del Rey in See gestochen war.
Sie veröffentlichte Pläne, ein Buch über ihre Reise zu schreiben und zu veröffentlichen. Nach ihrer Rettung sagte Sunderland, sie wolle einen weiteren Versuch einer Weltumseglung unternehmen.
Am 31. Dezember 2018 wurde Sunderlands Boot vor Kangaroo Island gesichtet. Eine Bergung wurde nicht unternommen.

## Veröffentlichungen
- Unsinkable: A Young Woman's Courageous Battle on the High Sea, Verlag: Nelson/Word Pub Group (12. April 2011), ISBN 1-4002-0308-2